# 格蘭奇維爾 (愛達荷州)
格蘭吉維是美國愛達荷州愛達荷縣最大城市暨縣治，位於愛達荷州中北部。根據美國2010年人口普查，其人口為3,141人，比2000年的3,228人少。

## 文化
格蘭吉維居民能夠輕易接觸風景和野生地區。泛舟是當地居民的一個普及活動，全因城市附近有不少河流，其中包括克利爾沃特河、斯內克河和薩蒙河。
鮭魚和虹鱒釣魚活動亦是一個普及的活動，而不少格蘭吉維居民亦會在附近的森林狩獵鹿、麋鹿和火雞。於内兹珀斯国家森林、福音駝峰原野和地獄峽谷的徒步旅行是也很受歡迎。在冬天，滑雪亦是一個選項。
不少居民均依賴城市附近的森林維生。因為本城對林業的依賴，所以美國林業局成為了本城其中一個主要僱主。

## 地理
根據2000年人口普查，格蘭吉維的總面積為1.45平方英里（3.8平方），沒有水域。

## 人口
| 调查年  | 人口  | 备注 | %±     |
| ------- | ----- | ---- | ------ |
| 1880    | 129   |      | —      |
| 1890    | 540   |      | 318.6% |
| 1900    | 1,142 |      | 111.5% |
| 1910    | 1,534 |      | 34.3%  |
| 1920    | 1,439 |      | −6.2%  |
| 1930    | 1,360 |      | −5.5%  |
| 1940    | 1,929 |      | 41.8%  |
| 1950    | 2,544 |      | 31.9%  |
| 1960    | 3,642 |      | 43.2%  |
| 1970    | 3,636 |      | −0.2%  |
| 1980    | 3,666 |      | 0.8%   |
| 1990    | 3,226 |      | −12.0% |
| 2000    | 3,228 |      | 0.1%   |
| 2010    | 3,141 |      | −2.7%  |
| source: |       |      |        |

### 2010年
根據2010年人口普查，格蘭吉維擁有3,141居民、1,389住戶和841家庭。其人口密度為每平方英里2,166.2居民（每平方公里836.4居民）。本城擁有1,527間房屋单位，其密度為每平方英里1053.1間（每平方公里406.6間）。而人口是由94.8%白人、0.2%黑人、1.4%土著、0.6%亞洲人、0.1%太平洋岛民、0.9%其他種族和1.9%混血构成。而西班牙裔或拉丁美洲人佔了人口3.6%。
在1,389住户中，有27.7%擁有一個或以上的兒童（18歲以下）、46.5%為夫妻、14%為單親家庭、39.5%為非家庭、35%為獨居、15.5%住戶有同居長者。平均每戶有2.21人，而平均每個家庭則有2.83人。在3,141居民中，有23.1%為18歲以下、6.2%為18至24歲、21.5%為25至44歲、28.8%為45至64歲以及20.3%為65歲以上。人口的年齡中位數為44歲，女子對男子的性別比為100：94.9。

### 2000年
根據2000年人口普查，格蘭吉維擁有3,228居民、1,333住戶和857家庭。其人口密度為每平方英里2,366.4居民（每平方公里916.4居民）。本城擁有1,474間房屋单位，其密度為每平方英里1,080.6間（每平方公里418.5間）。而人口是由96.34%白人、0.03%黑人、1.15%土著、0.28%亞洲人、0.03%太平洋岛民、0.68%其他種族和1.49%混血构成。而西班牙裔或拉丁美洲人佔了人口1.64%。
在1,333住户中，有31.2%擁有一個或以上的兒童（18歲以下）、52.1%為夫妻、9.1%為單親家庭、35.7%為非家庭、32.5%為獨居、15.2%住戶有同居長者。平均每戶有2.34人，而平均每個家庭則有2.96人。在3,228居民中，有25.8%為18歲以下、5.6%為18至24歲、24%為25至44歲、24.3%為45至64歲以及20.3%為65歲以上。人口的年齡中位數為42歲，女子對男子的性別比為100：87.7。成年人的性別比則為100：83.1。
本城的住戶收入中位數為$27,984，而家庭收入中位數則為$34,625。男性的收入中位數為$27,369，而女性的收入中位數則為$16,179，人均收入為$14,774。約10.6%家庭和13.6%人口在貧窮線以下，包括15%兒童（18歲以下）及10.4%長者（65歲以上）。